# Dinodo
I dinodi sono elettrodi impiegati in serie su fotomoltiplicatori ed elettromoltiplicatori. Ogni dinodo ha un potenziale maggiore di quello precedente.
Dalla superficie del dinodo si ha emissione secondaria di fotoni o elettroni.